# Polyfenylensulfid

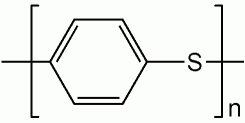
Strukturformel

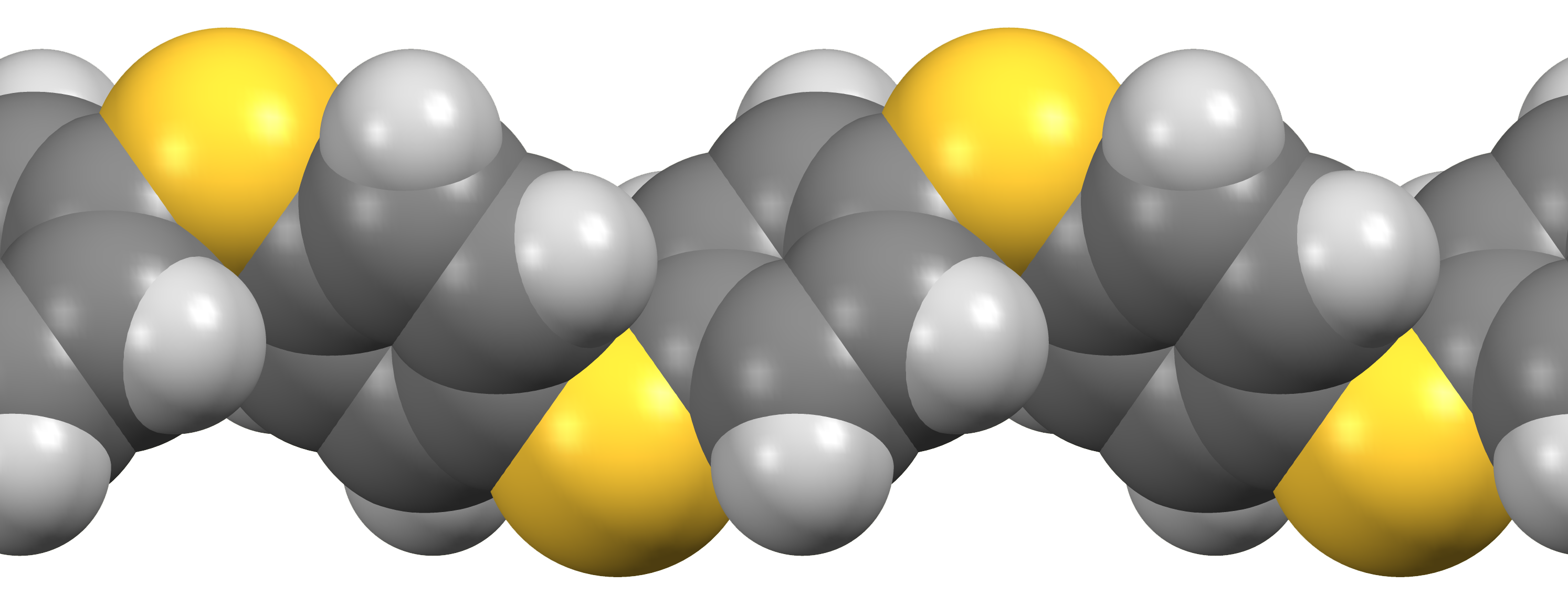
Utrymmesfyllande modell av en kort sektion av en polyfenylensulfidkedja av kristallstrukturen

Polyfenylensulfid eller PPS är en kristallin plast, en organisk sulfid (tioeter). Syntetiska fibrer och textilier som härrör från denna polymer motstår kemiska och termiska angrepp. Den används i filter i koleldade ångpannor, isolatorer, konstgjorda membran och tätningar. PPS är råvara till en ledande polymer av halvflexibel stavpolymerfamilj. Den är i sig inte elektriskt ledande, men kan bli en halvledare genom oxidation eller dopning.
Polyfenylensulfid är en teknisk plast, som idag vanligtvis används som en högpresterande termoplast. PPS kan gjutas, extruderas eller bearbetas till snäva toleranser. I sin rena fasta form kan den vara ogenomskinlig vit till ljusbrun i färgen. Maximal drifttemperatur är 218 °C.
Materialet kan lätt identifieras genom det metalliska ljud som det avger vid slag eller knackning.

## Tillverkare och handelsnamn
PPS marknadsförs under olika varumärken av olika tillverkare. De stora industriaktörerna är China Lumena New Materials, Solvay, Kureha, SK Chemicals, Celanese, DIC Corporation, Toray Industries, Zhejiang NHU Special Materials, SABIC och Tosoh. Andra tillverkare är Chengdu Letian Plastics, Lion Idemitsu Composites och Initz (ett joint venture mellan SK Chemicals och Teijin).
Följande är exempel på varumärken efter tillverkare och PPS-typ:
- Tedur, Albis Plast, linjär typ
- DIC.PPS, DIC Corporation, linjär och tvärbunden
- DURAFIDE, Polyplastics Co. Ltd, linjär typ
- ECOTRAN, INITZ, distribuerad och sammansatt av A. Schulman
- Fortron, Ticona, linjär typ
- Petcoal, Tōsō
- Therma-Tech TT9200-5001, PolyOne Corporation
- Ryton, Solvay Specialty Polymers, linjär och tvärbunden
- Torelina Toray
- NHU-PPS, Zhejiang NHU Company Ltd., linjär typ och tvärbunden

## Egenskaper
PPS är en av de viktigaste termoplastiska högtemperaturpolymererna eftersom den uppvisar ett antal eftersträvade egenskaper. Dessa egenskaper är motståndskraft mot värme, syror, alkalier, mögel, blekmedel, åldrande, solljus och nötning. Den absorberar endast små mängder lösningsmedel och motstår färgning.

## Framställning
Federal Trade Commissions definition för svavelfiber är "En tillverkad fiber i vilken den fiberbildande substansen är en långkedjig syntetisk polysulfid i vilken minst 85 procent av sulfidbindningarna (–S–) är bundna direkt till två (2) aromatiska ringar."
PPS-polymeren (polyfenylensulfid) bildas genom reaktion av natriumsulfid med 1,4-diklorbensen:
n ClC6H4Cl + n Na2S → [C6H4S] n + 2n NaCl
Processen för kommersiell produktion av PPS (Ryton) utvecklades ursprungligen av Dr. H. Wayne Hill Jr. och James T. Edmonds vid Phillips Petroleum. N-metyl-2-pyrrolidon (NMP) används som reaktionslösningsmedel eftersom det är stabilt vid de höga temperaturer som krävs för syntesen och det löser både sulfideringsmedlet och de oligomera mellanprodukterna.

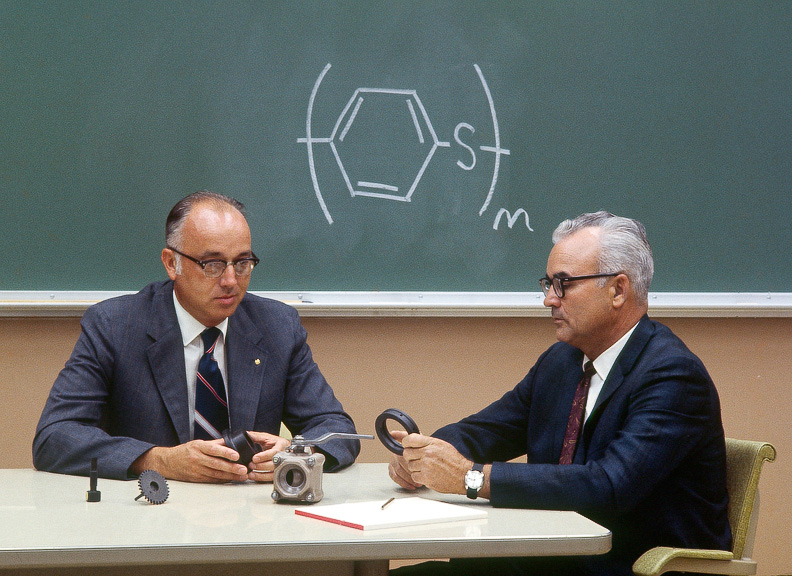
Hill och Edmonds, utvecklare av PPS

Linjär, högmolekylär PPS som kan extruderas till film och smältspinnas till fiber uppfanns av Robert W. Campbell.
Den första amerikanska kommersiella svavelfibern producerades 1983 av Phillips Fibers Corporation, ett dotterbolag till Phillips 66.